# Američki kozlac
Američki kozlac (američki lizihiton, lat. Lysichiton americanus), biljka iz porodice kozlačevki sa zapada Sjeverne Amerike, od Aljaske na sjeveru do Kalifornije na jugu. Biljka je uvezena i u Europu, gdje se smatra invazivnom. To je moćvarna trajnica koja raste ukorijenjen na dnu s listovima i cvjetovima iznad razine vode. Ima je i po vlažnim šumama.
Cvjetovi se pojavljuju u proljeće prije pojave listova.
Nadzemni dio biljke ispušta snažan smrad koji privlači oprašivače, pa je u Americi poznata kao 'zapadni smrdljivi kupus' i 'američki smrdljivi kupus' i 'žuti smrdljivi kupus u Ujedinjenom Kraljevstvu. U Hrvatskoj postoji naziv američki kozlac.
- L. americanus
- L. americanus